# Rhagoletis
Rhagoletis és un gènere de dípters braquícers de la família Tephritidae, amb un centenar d'espècies.
El nom del gènere deriva del grec antic rhago «una mena d'aranya». Possiblement es refereix al fet que R. pomonella mimetiza una aranya saltadora. El gènere inclou moltes plagues de fruita carnosa amb un impacte econòmic considerable.

## Algunes espècies
- Rhagoletis alternata (Fallén, 1814)
- Rhagoletis basiola. (Osten Sacken, 1877)
- Rhagoletis berberis. Jermy, 1961
- Rhagoletis boycei. Cresson, 1929
- Rhagoletis cerasi (Linnaeus, 1758) Mosca de les cireres[2]
- Rhagoletis chionanthi. Bush, 1966
- Rhagoletis cingulata. (Loew, 1862)[3]
- Rhagoletis completa. Cresson, 1929
- Rhagoletis cornivora. Bush, 1966
- Rhagoletis ebbettsi. Bush, 1966
- Rhagoletis electromorpha. Berlocher, 1984
- Rhagoletis fausta. (Osten Sacken, 1877)
- Rhagoletis indifferens. Curran, 1932
- Rhagoletis juglandis. Cresson, 1920
- Rhagoletis jumiperina. Marcovitch, 1915
- Rhagoletis meigenii (Loew, 1844)
- Rhagoletis mendax. Curran, 1932
- Rhagoletis osmanthi. Bush, 1966
- Rhagoletis persimilis. Bush, 1966
- Rhagoletis pomonella. (Walsh, 1867)
- Rhagoletis ribicola. Doane, 1898[4]
- Rhagoletis striatella. Wulp, 1899
- Rhagoletis suavis. (Loew, 1862)
- Rhagoletis tabellaria. (Fitch, 1855)
- Rhagoletis zephyria. Snow, 1894